# Ариобарзан II Атропатенский
Ариобарзан II Атропатенский (арм. Արիոբարզան, 40 год до н. э. — 4 год) — принц Великой Армении. Был назначен римским императором Октавианом Августом царём Атропатены.

## Происхождение
Ариобарзан II был смешанного армянского и греческого происхождения. Он был первым сыном из всех детей царя Артавазда I и царицы Афинаиды. Был назван Ариобарзаном в честь деда по отцовской линии — Ариобарзана I.

## Царствование Медии Атропатенских и Армении
Правящие армянские государи династии Арташесидов, Тигран IV со своей женой, которая была сестрой, Эрато, развязали войну с парфянским царём Фраатом V. Для того чтобы избежать полномасштабной войны с Римом, Фраат V вскоре прекратил поддержку армянских монархов. После того, как Тигран IV был убит в бою, Эрато отреклась от престола. После убийства монарха и его придворных армяне попросили римского императора Августа найти им нового монарха.
Август назначил новым монархом Ариобарзана II во 2 г. до н. э. Ариобарзан II по отцу был дальним родственником династии Арташесидов, поскольку он был потомком сестры царя Великой Армении Артавазда II, которая вышла замуж за Митридата I.
Ариобарзан II был лояльным Риму правителем и использовался римской властью как ключевой элемент азиатской политики Августа. Ариобарзан II правил как Арменией, так и Мидией Атропатеной. Он сопровождал внука и приемного сына Августа Гая Цезаря в Армению. Когда Гай и Ариобарзан II прибыли в Армению, армяне, будучи пылкими и гордыми, отказались признать Ариобарзана II своим новым царём, тем более что он был иностранцем в их стране. Армяне восстали против Рима под предводительством местного жителя по имени Аддон.
Гай Цезарь со своим римским легионом подавил восстание и захватил город Артагира. В Артагире Гай сделал Ариобарзана II новым царем Армении. Ариобарзан II сделал Артагиру, столицей Арменией и Атропатены. Армяне в конце концов стали признавать Ариобарзана II в качестве своего царя, за его благородство и физическую красоту. В 4 году, когда Ариобарзан II умер, ему унаследовал его сын Ариобазд.